# جشنة الماء
جشنة الماء أو أبو فصية الماء (الاسم العلمي: Anthus spinoletta) (بالإنجليزية: Water Pipit) هو طائر صغير من الجواثم ينتمي لفصيلة التمرة وأم عجلان (فصيلة: Motacillidae) .

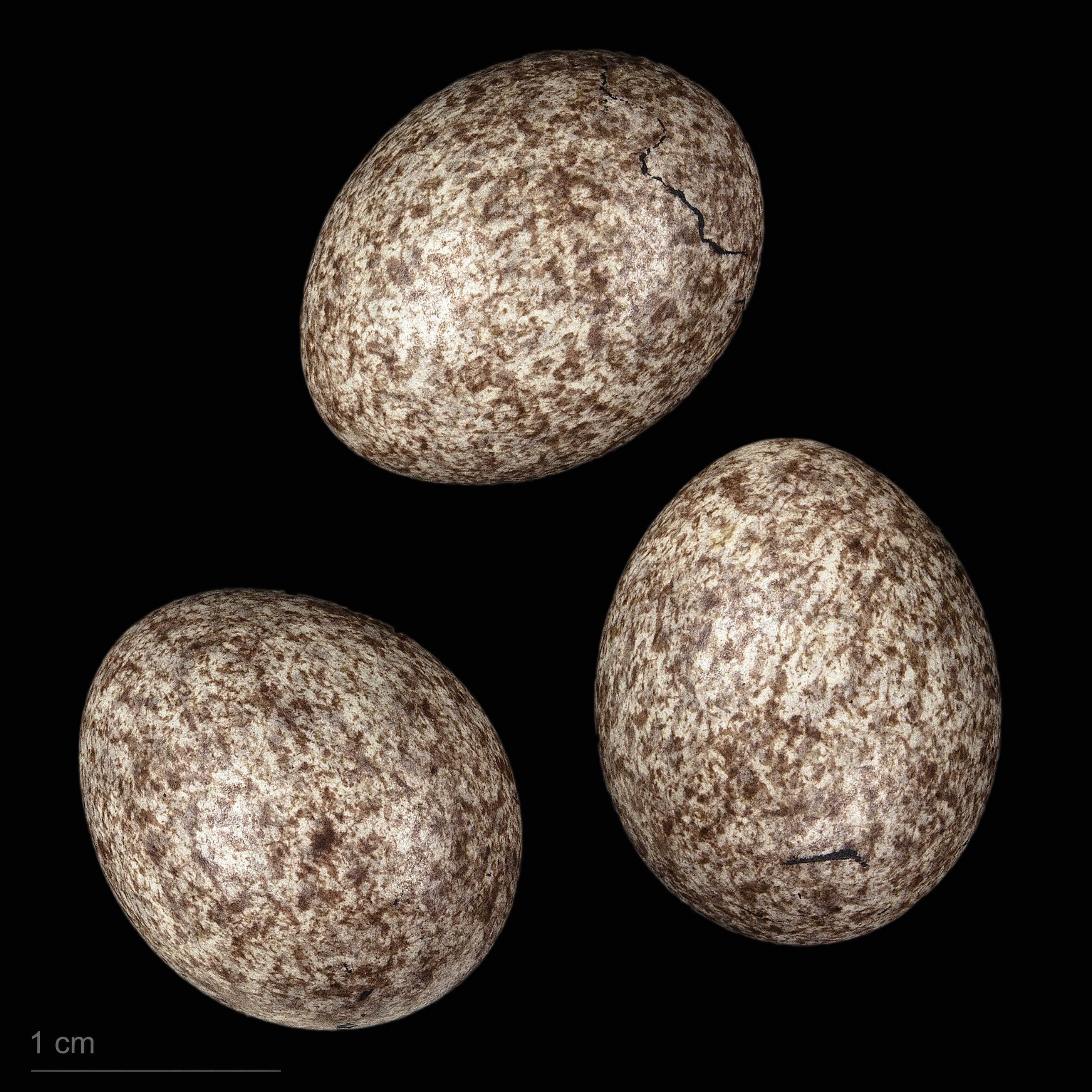
بيض جشنة الماء